# Кривояш
Кривояш — деревня в Болотнинском районе Новосибирской области России. Входит в состав Егоровского сельсовета.

## География
Площадь деревни — 607 гектар

## История
В 1928 г. деревня Криво-Ояш состояла из 209 хозяйств, основное население — русские. В административном отношении являлась центром Криво-Ояшинского сельсовета Ояшинского района Новосибирского округа Сибирского края.

## Население
| 2002 | 2007 | 2010 |
| ---- | ---- | ---- |
| 426  | ↗480 | ↘426 |

## Инфраструктура
В деревне по данным на 2007 год функционируют 1 учреждение здравоохранения, 1 образовательное учреждение.